# Mahalon
Mahalon é uma comuna francesa na região administrativa da Bretanha, no departamento Finisterra. Estende-se por uma área de 21,47 km². Em 2010 a comuna tinha 984 habitantes (densidade: 45,8 hab./km²).